# 1428
Il 1428 (MCDXXVIII in numeri romani) è un anno bisestile del XV secolo.

## Eventi
- Masaccio termina di affrescare la Cappella Brancacci.
- Masaccio esegue la Trinità a Santa Maria Novella.
- Jacopo della Quercia termina il Portale di San Petronio a Bologna.
- Viene fondato il Magdalene College dell'Università di Cambridge.
- Inizio dell'espansione azteca
- 18 aprile – Pace a Ferrara tra Venezia e Milano.
- 2 ottobre – A Robecco Filippo Maria Visconti sposa Maria di Savoia.
- 12 ottobre – Inizio dell'Assedio di Orléans da parte degli Inglesi.

## Nati
- 3 febbraio - Elena Paleologa, principessa bizantina († 1458)
- 8 aprile - Teodoro de Lellis, cardinale, vescovo cattolico e diplomatico italiano († 1466)
- 27 aprile - Maria Ormani, religiosa, calligrafa e miniatrice italiana († 1470)
- 3 maggio - Pedro González de Mendoza, cardinale e arcivescovo cattolico spagnolo († 1495)
- 4 luglio - Filippo Strozzi il Vecchio, banchiere italiano († 1491)
- 21 settembre - Jingtai, imperatore cinese († 1457)
- 23 ottobre - Costanza da Varano, poetessa italiana († 1447)
- 2 novembre - Iolanda d'Angiò, duchessa († 1483)
- 22 novembre - Richard Neville, XVI conte di Warwick, nobile e condottiero inglese († 1471)
- 4 dicembre - Bernardo VII di Lippe, sovrano tedesco († 1511)
- 22 dicembre - Giovanni Tornabuoni, banchiere e mecenate italiano († 1497)
- Alano della Rupe, teologo francese († 1475)
- Guidantonio Arcimboldi, arcivescovo cattolico italiano († 1497)
- Andronica Arianiti, nobildonna albanese († 1506)
- Asakura Toshikage, militare giapponese († 1481)
- Isabella d'Aviz († 1496)
- Bartolomeo Bellencini, giurista italiano († 1478)
- Maria di Borbone-Clermont, nobile francese († 1448)
- Giovanni VIII di Borbone-Vendôme, conte († 1477)
- Giovanni Caroli, teologo italiano († 1503)
- Tommaso Formenton, architetto italiano († 1492)
- Giovanna Stuart, principessa scozzese († 1493)
- Niccolò Leoniceno, medico, botanico e umanista italiano († 1524)
- Elisabetta Picenardi, beata italiana († 1468)
- Pomponio Leto, umanista italiano († 1498)
- Polissena Sforza, nobile († 1449)
- Caterina di Valois, nobile († 1446)
- Nicoletto Vernia, filosofo, astrologo e medico italiano († 1499)
- Giovanni da Padova, architetto italiano († 1499)
- Hernando de Talavera, arcivescovo cattolico spagnolo († 1507)

## Morti
- 4 gennaio - Federico I di Sassonia, nobile tedesco (n. 1369)
- 6 gennaio - Ruy López Dávalos, politico e militare spagnolo (n. 1357)
- 19 gennaio - Giovanni degli Uberti, vescovo cattolico italiano
- 3 febbraio - Ashikaga Yoshimochi, militare giapponese (n. 1386)
- 22 febbraio - Giovanni da San Miniato, militare e religioso italiano (n. 1360)
- 20 marzo - Matteuccia da Todi, italiana
- 28 giugno - Lodovico Migliorati, nobile e condottiero italiano
- 21 luglio - Angelo d'Anna de Sommariva, cardinale italiano
- 22 agosto - Guglielmo di Jülich, nobile tedesco (n. 1382)
- 30 agosto - Shōkō, imperatore giapponese (n. 1401)
- 3 novembre - Thomas Montacute, IV conte di Salisbury, militare britannico (n. 1388)
- 4 novembre - Sofia di Baviera, nobile tedesca (n. 1376)
- 6 novembre - Guillaume Fillastre, cardinale francese (n. 1348)
- 6 novembre - Nicola Viviani, vescovo cattolico italiano
- Andrea di Bartolo, pittore italiano
- Prosdocimo de Beldemandis, matematico, astronomo e teorico della musica italiano (n. 1370)
- Fabrizio di Capua, nobile italiano
- Daniele Chinazzo, italiano
- Thomas Erpingham, generale inglese
- Jacopo Gattilusio, politico italiano
- Lan Kham Deng, sovrano laotiano (n. 1387)
- Pietro Marcello, vescovo cattolico e umanista italiano
- Masaccio, pittore italiano (n. 1401)
- Lorenzo de Monacis, storico e diplomatico italiano (n. 1351)
- Paolo da Venezia, filosofo, teologo e umanista italiano
- Dirc Potter, poeta olandese (n. 1370)
- Secco da Montagnana, condottiero italiano
- Angelo della Pergola, militare italiano
- Isabella di Foix-Castelbon, nobile

## Calendario
| Calendario 1428 | Calendario 1428 | Calendario 1428 | Calendario 1428 | Calendario 1428 | Calendario 1428 | Calendario 1428 | Calendario 1428 | Calendario 1428 | Calendario 1428 | Calendario 1428 | Calendario 1428 | Calendario 1428 | Calendario 1428 | Calendario 1428 | Calendario 1428 | Calendario 1428 | Calendario 1428 | Calendario 1428 | Calendario 1428 | Calendario 1428 | Calendario 1428 | Calendario 1428 | Calendario 1428 | Calendario 1428 | Calendario 1428 | Calendario 1428 | Calendario 1428 | Calendario 1428 | Calendario 1428 | Calendario 1428 | Calendario 1428 | Calendario 1428 |
| --------------- | --------------- | --------------- | --------------- | --------------- | --------------- | --------------- | --------------- | --------------- | --------------- | --------------- | --------------- | --------------- | --------------- | --------------- | --------------- | --------------- | --------------- | --------------- | --------------- | --------------- | --------------- | --------------- | --------------- | --------------- | --------------- | --------------- | --------------- | --------------- | --------------- | --------------- | --------------- | --------------- |
|                 | 1               | 2               | 3               | 4               | 5               | 6               | 7               | 8               | 9               | 10              | 11              | 12              | 13              | 14              | 15              | 16              | 17              | 18              | 19              | 20              | 21              | 22              | 23              | 24              | 25              | 26              | 27              | 28              | 29              | 30              | 31              |                 |
| Gennaio         | Gi              | Ve              | Sa              | Do              | Lu              | Ma              | Me              | Gi              | Ve              | Sa              | Do              | Lu              | Ma              | Me              | Gi              | Ve              | Sa              | Do              | Lu              | Ma              | Me              | Gi              | Ve              | Sa              | Do              | Lu              | Ma              | Me              | Gi              | Ve              | Sa              |                 |
| Febbraio        | Do              | Lu              | Ma              | Me              | Gi              | Ve              | Sa              | Do              | Lu              | Ma              | Me              | Gi              | Ve              | Sa              | Do              | Lu              | Ma              | Me              | Gi              | Ve              | Sa              | Do              | Lu              | Ma              | Me              | Gi              | Ve              | Sa              | Do              |                 |                 |                 |
| Marzo           | Lu              | Ma              | Me              | Gi              | Ve              | Sa              | Do              | Lu              | Ma              | Me              | Gi              | Ve              | Sa              | Do              | Lu              | Ma              | Me              | Gi              | Ve              | Sa              | Do              | Lu              | Ma              | Me              | Gi              | Ve              | Sa              | Do              | Lu              | Ma              | Me              |                 |
| Aprile          | Gi              | Ve              | Sa              | Do              | Lu              | Ma              | Me              | Gi              | Ve              | Sa              | Do              | Lu              | Ma              | Me              | Gi              | Ve              | Sa              | Do              | Lu              | Ma              | Me              | Gi              | Ve              | Sa              | Do              | Lu              | Ma              | Me              | Gi              | Ve              |                 |                 |
| Maggio          | Sa              | Do              | Lu              | Ma              | Me              | Gi              | Ve              | Sa              | Do              | Lu              | Ma              | Me              | Gi              | Ve              | Sa              | Do              | Lu              | Ma              | Me              | Gi              | Ve              | Sa              | Do              | Lu              | Ma              | Me              | Gi              | Ve              | Sa              | Do              | Lu              |                 |
| Giugno          | Ma              | Me              | Gi              | Ve              | Sa              | Do              | Lu              | Ma              | Me              | Gi              | Ve              | Sa              | Do              | Lu              | Ma              | Me              | Gi              | Ve              | Sa              | Do              | Lu              | Ma              | Me              | Gi              | Ve              | Sa              | Do              | Lu              | Ma              | Me              |                 |                 |
| Luglio          | Gi              | Ve              | Sa              | Do              | Lu              | Ma              | Me              | Gi              | Ve              | Sa              | Do              | Lu              | Ma              | Me              | Gi              | Ve              | Sa              | Do              | Lu              | Ma              | Me              | Gi              | Ve              | Sa              | Do              | Lu              | Ma              | Me              | Gi              | Ve              | Sa              |                 |
| Agosto          | Do              | Lu              | Ma              | Me              | Gi              | Ve              | Sa              | Do              | Lu              | Ma              | Me              | Gi              | Ve              | Sa              | Do              | Lu              | Ma              | Me              | Gi              | Ve              | Sa              | Do              | Lu              | Ma              | Me              | Gi              | Ve              | Sa              | Do              | Lu              | Ma              |                 |
| Settembre       | Me              | Gi              | Ve              | Sa              | Do              | Lu              | Ma              | Me              | Gi              | Ve              | Sa              | Do              | Lu              | Ma              | Me              | Gi              | Ve              | Sa              | Do              | Lu              | Ma              | Me              | Gi              | Ve              | Sa              | Do              | Lu              | Ma              | Me              | Gi              |                 |                 |
| Ottobre         | Ve              | Sa              | Do              | Lu              | Ma              | Me              | Gi              | Ve              | Sa              | Do              | Lu              | Ma              | Me              | Gi              | Ve              | Sa              | Do              | Lu              | Ma              | Me              | Gi              | Ve              | Sa              | Do              | Lu              | Ma              | Me              | Gi              | Ve              | Sa              | Do              |                 |
| Novembre        | Lu              | Ma              | Me              | Gi              | Ve              | Sa              | Do              | Lu              | Ma              | Me              | Gi              | Ve              | Sa              | Do              | Lu              | Ma              | Me              | Gi              | Ve              | Sa              | Do              | Lu              | Ma              | Me              | Gi              | Ve              | Sa              | Do              | Lu              | Ma              |                 |                 |
| Dicembre        | Me              | Gi              | Ve              | Sa              | Do              | Lu              | Ma              | Me              | Gi              | Ve              | Sa              | Do              | Lu              | Ma              | Me              | Gi              | Ve              | Sa              | Do              | Lu              | Ma              | Me              | Gi              | Ve              | Sa              | Do              | Lu              | Ma              | Me              | Gi              | Ve              |                 |